# Igreja da Penha Longa
A Igreja da Penha Longa ou Igreja do Mosteiro da Penha Longa (séc. XV – séc. XVIII) é uma igreja localizada na freguesia de Sintra (Santa Maria e São Miguel, São Martinho e São Pedro de Penaferrim), no município de Sintra, distrito de Lisboa.
É dedicada a Nossa Senhora da Saúde e encontra-se integrada num conjunto arquitetónico mais vasto, o Convento da Penha Longa, que está classificado como Monumento Nacional (Decreto de 16-06-1910, DG, n.º 136, de 23-06-1910).

## Descrição
A estrutura formalmente eclética do mosteiro da Penha Longa (onde confluem traços manuelinos, maneiristas e barrocos), em particular da sua igreja, é reveladora das diversas campanhas de obras de que foi objeto ao longo de quatro séculos. A sobriedade da igreja é marcadamente maneirista, embora no programa decorativo do seu interior predomine o barroco. "Pouco profunda, a igreja apresenta uma estrutura planimétrica de raiz erudita que se desenvolve na vertical, sendo visível a inspiração na tratadística italiana". O templo apresenta planta de cruz latina, com nave única antecedida por nártex e por um vestíbulo estreito e abobadado de cruzaria de ogivas, sobre o qual assenta o coro-alto. Encimadas por janelas de molduras em arco rebaixado e circulares, as capelas laterais abrem-se para o espaço da nave. A cobertura do espaço da nave é composta por um esquema simétrico que conjuga duas abóbadas de berço, duas abóbadas de lunetas e uma abóbada de arestas. A torre do cruzeiro é coberta por cúpula. No espaço da capela-mor destaca-se o retábulo do século XVIII, em talha dourada e policromada (Estilo Joanino).

## Galeria de imagens

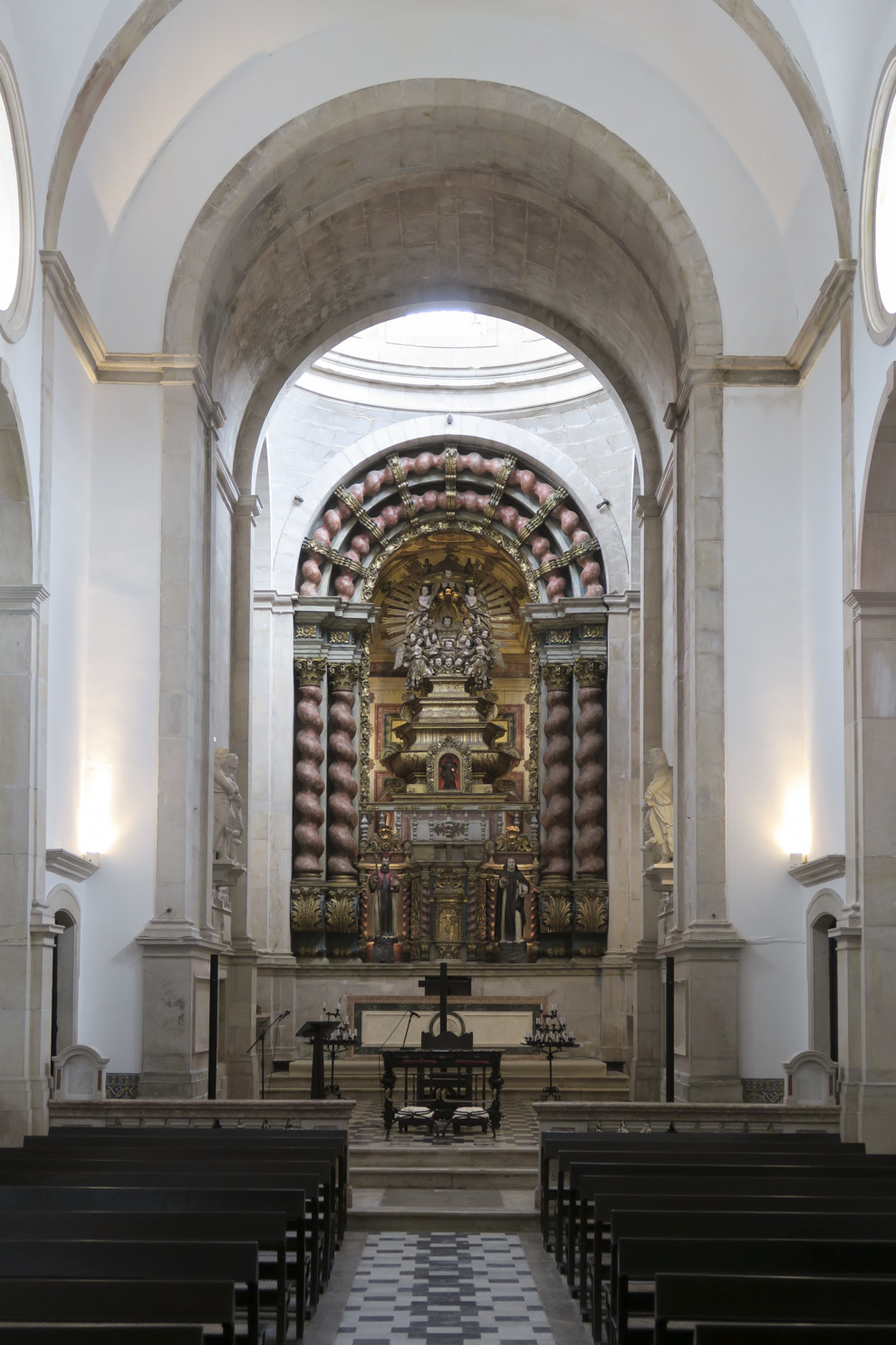
Interior da igreja
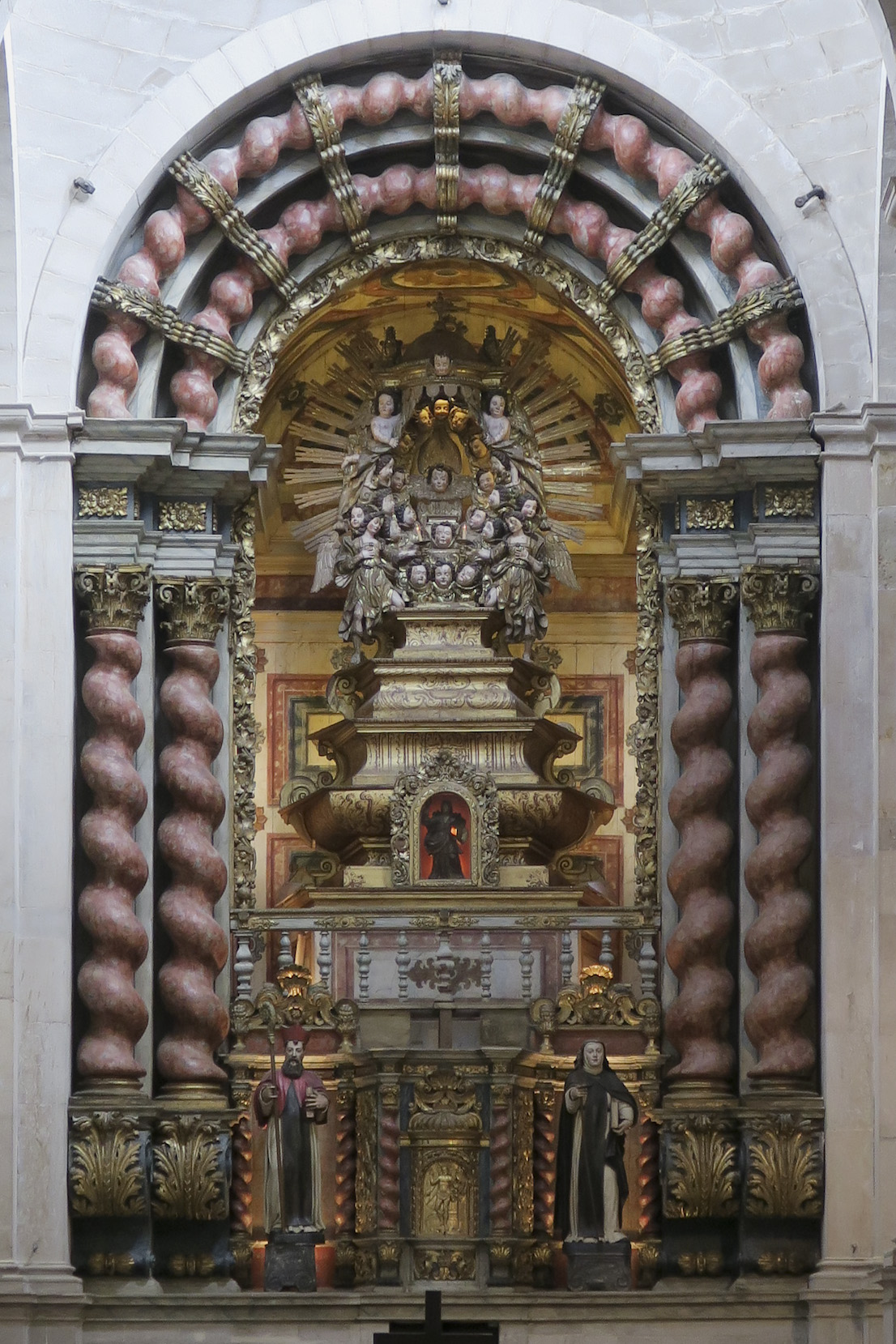
Retábulo (séc. XVIII)
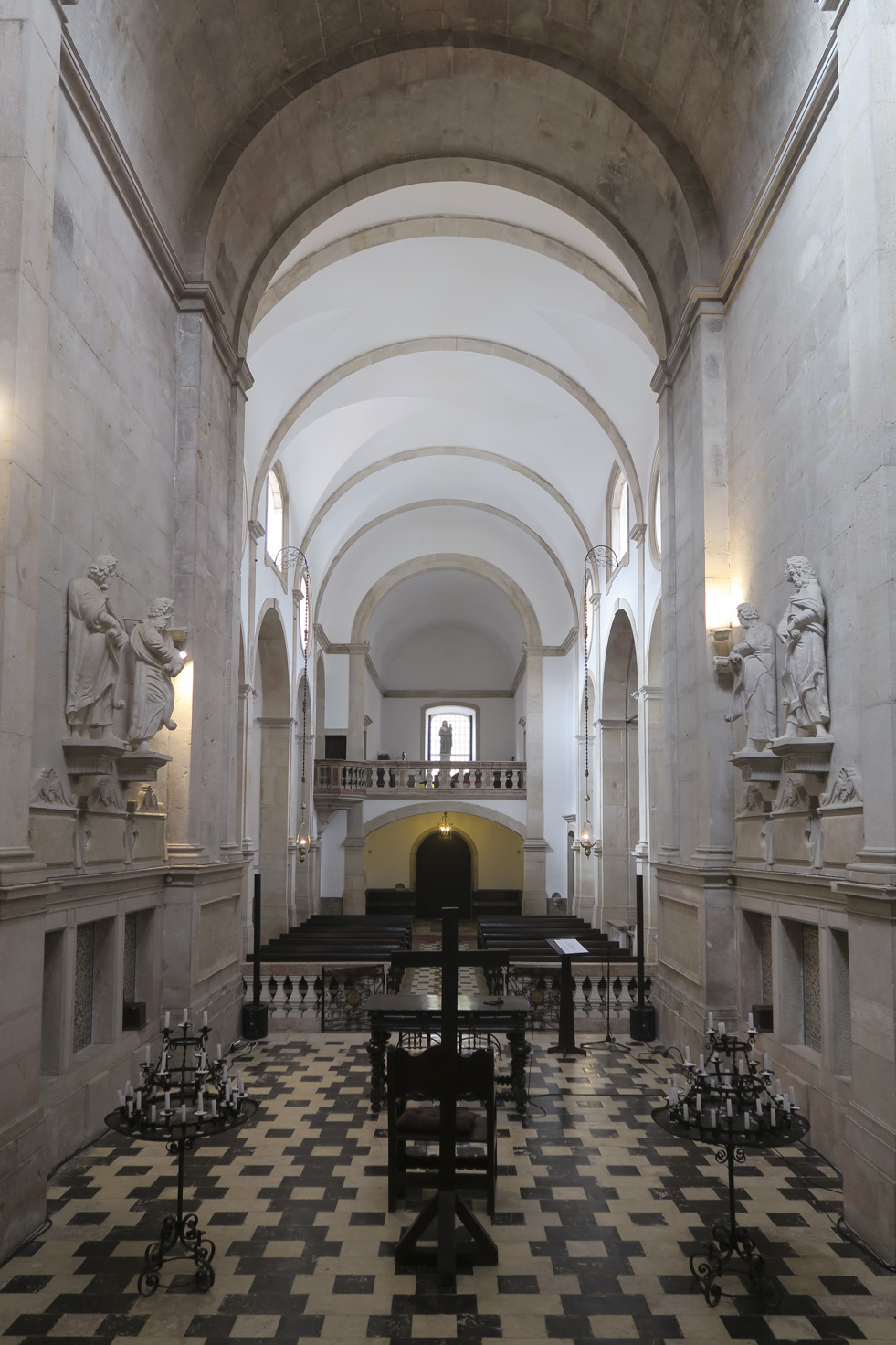
Vista interior a partir do altar
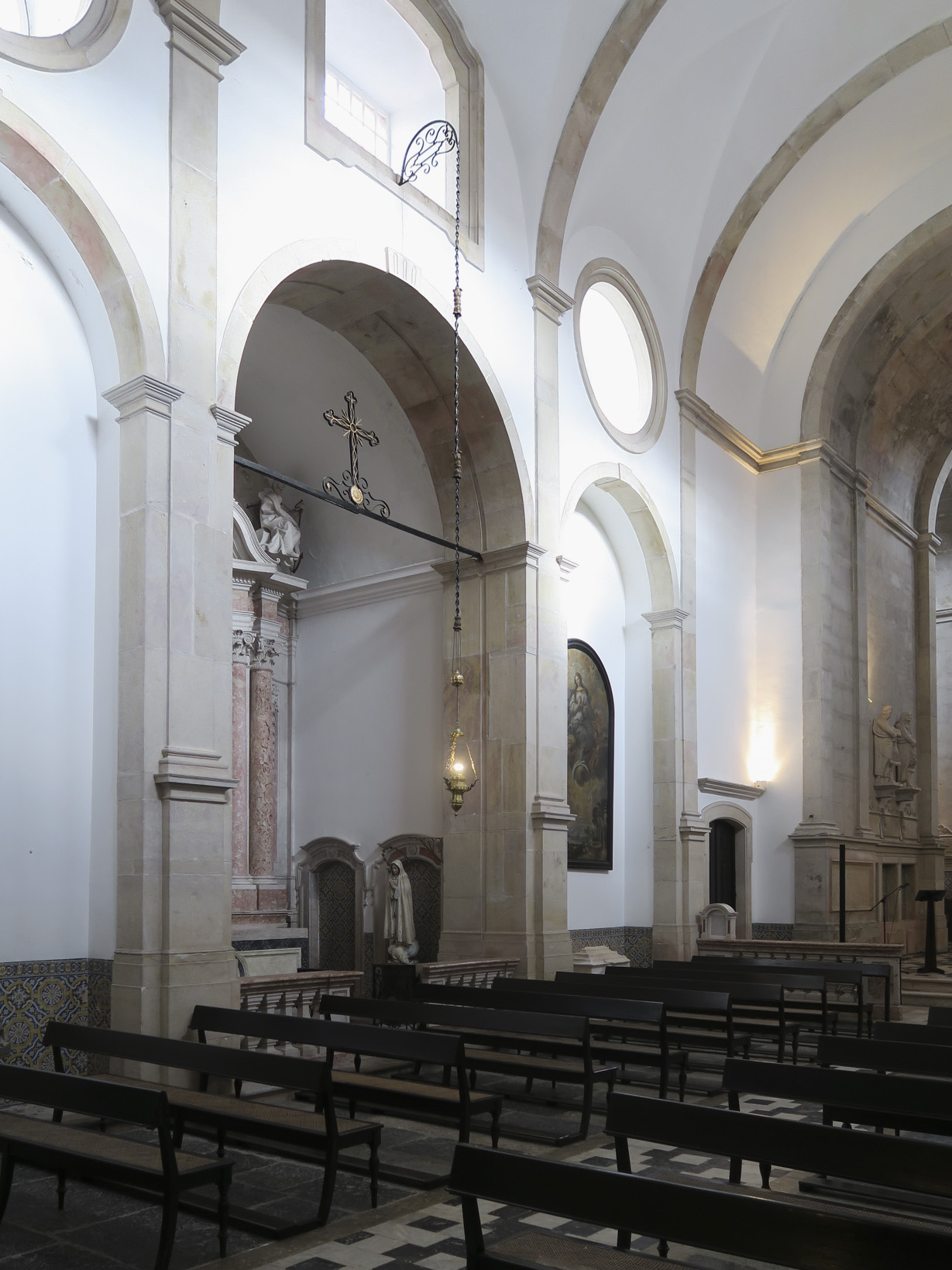
Interior da igreja; capela lateral
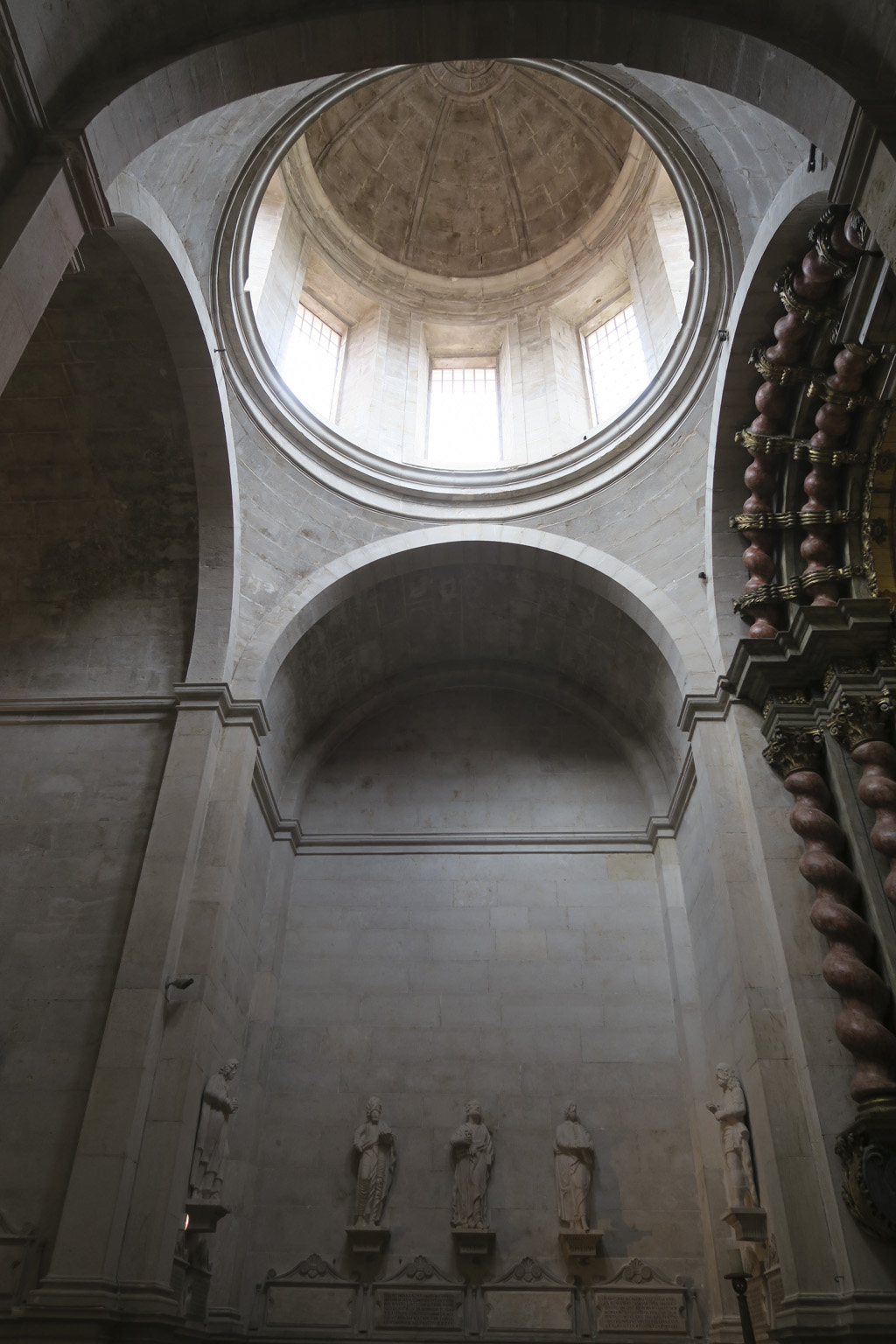
Cruzeiro
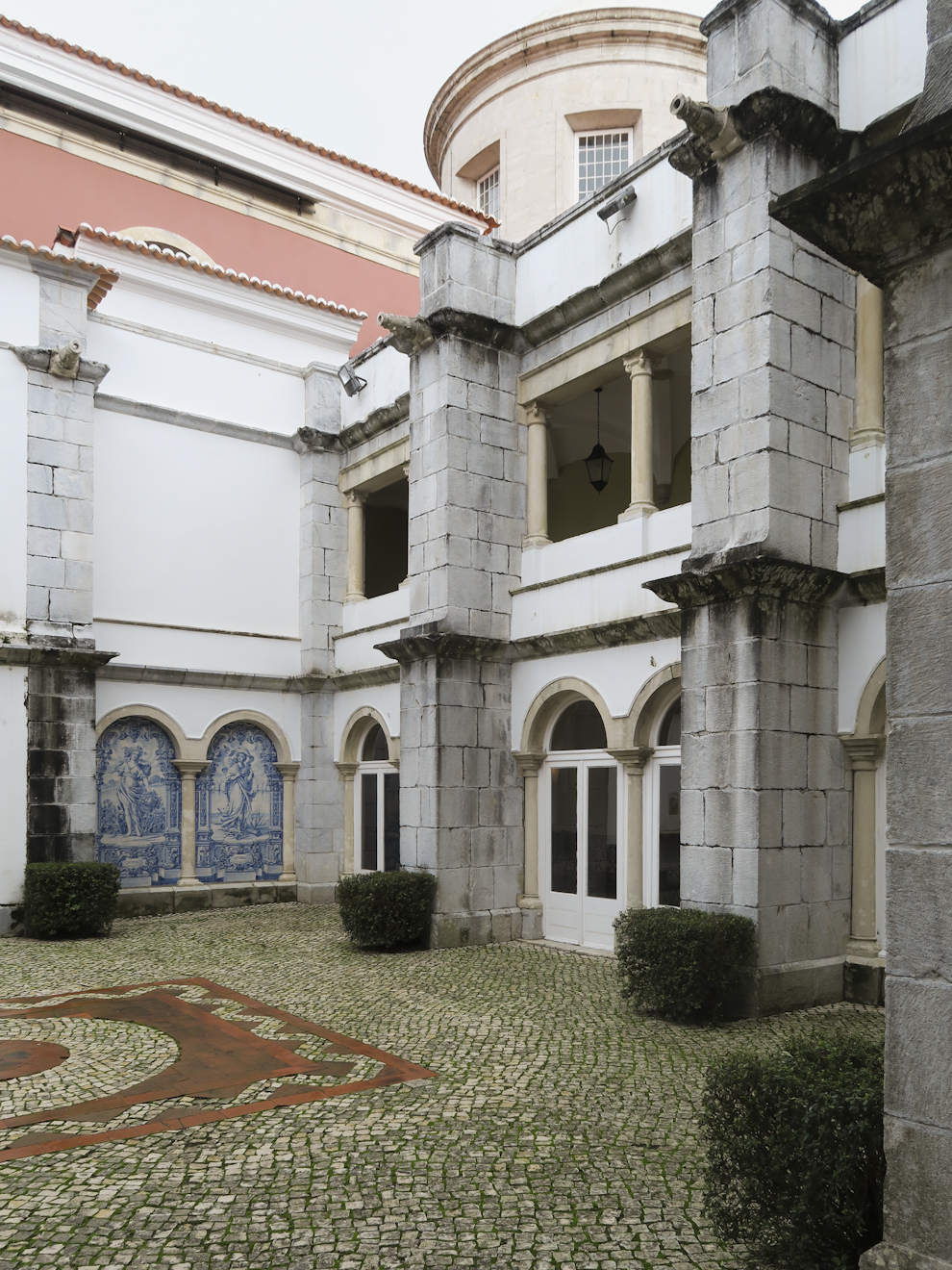
Claustro
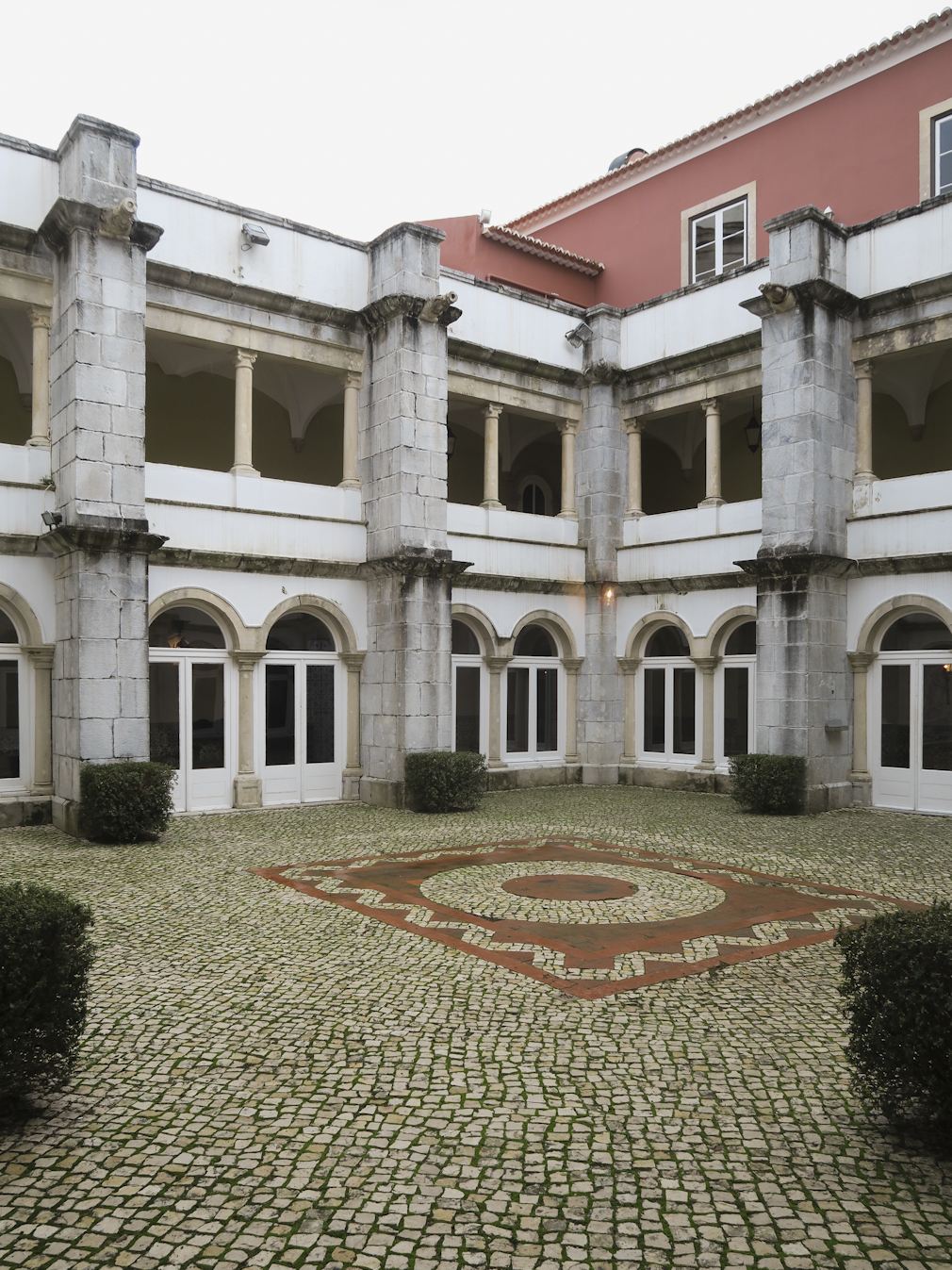
Claustro
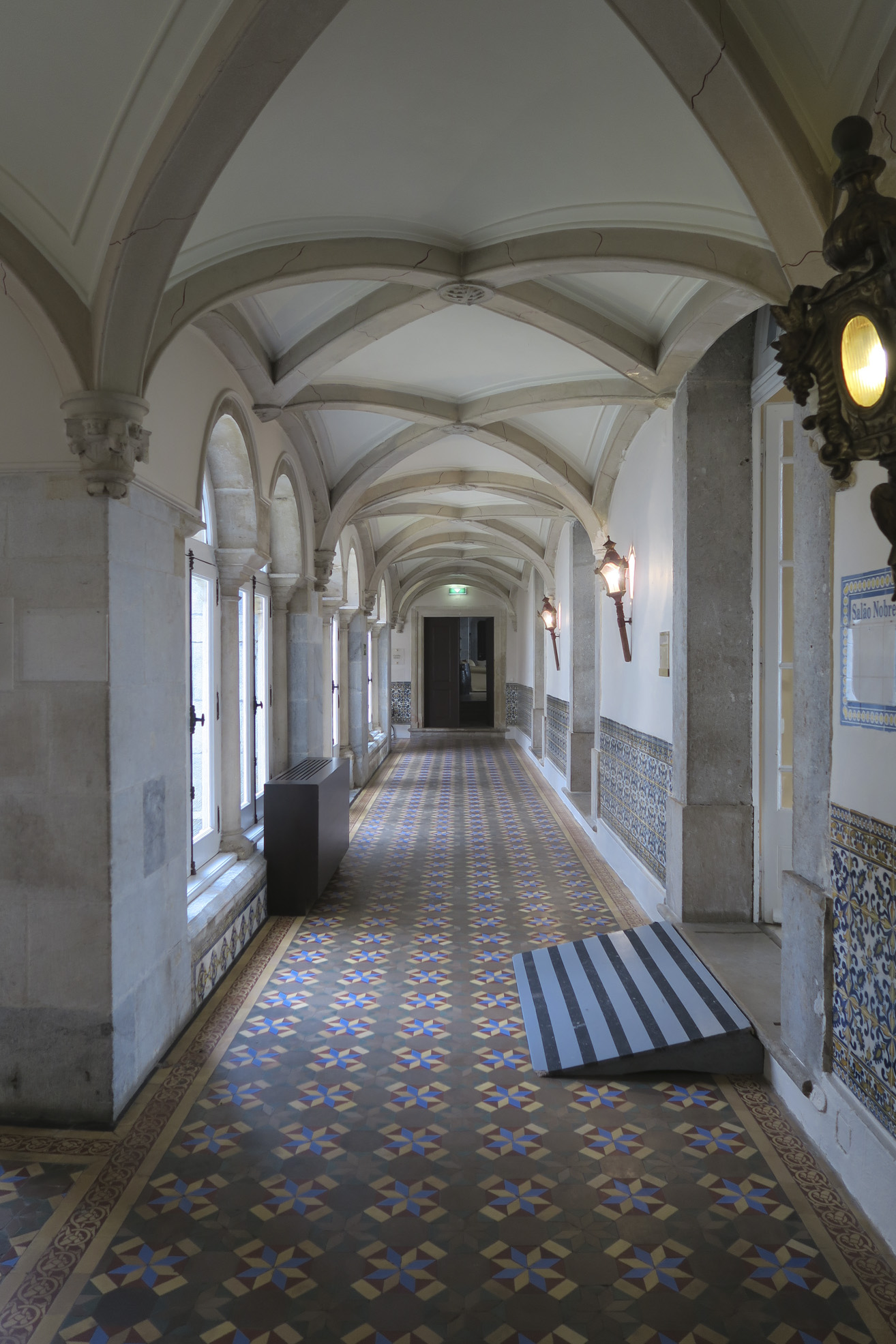
Claustro